# Lijst van rijksmonumenten in Weesp
De plaats Weesp (gemeente Amsterdam) telt 200 inschrijvingen in het rijksmonumentenregister, hieronder een overzicht. De 10 rijksmonumenten die te maken hebben met de Stelling van Amsterdam en de Nieuwe Hollandse Waterlinie zijn hieronder geclusterd in afzonderlijke secties.

## Diverse rijksmonumenten
Naast de rijksmonumenten die te maken hebben met de Stelling van Amsterdam en de Nieuwe Hollandse Waterlinie kent Weesp nog 190 inschrijvingen op andere locaties.
| Object | Oorspronkelijke functie?  | Bouwjaar                                        | Architect    | Locatie                 | Coördinaten?                 | Nr.?   | Afbeelding |
| --- | ------------------------- | ----------------------------------------------- | ------------ | ----------------------- | ---------------------------- | ------ | --- |
| Bakstenen gebouw onder zadeldak met schild aan de voorzijde | Woonhuis                  | 18e-19e eeuw                                    |              | Achtergracht 13         | 52° 18' 27" NB, 5° 2' 21" OL | 38472  | Meer afbeeldingen |
| Pand gedekt door twee dwarse schilddaken achter elkaar | Woonhuis                  | 17e-18e eeuw                                    |              | Achtergracht 61         | 52° 18' 23" NB, 5° 2' 26" OL | 38473  | Meer afbeeldingen |
| Drie ongenummerde panden, gepleisterde rechte gootlijst, in midden een topgevel | Werk-woonhuis             | vroeg 18e eeuw                                  |              | Achtergracht 81-83      | 52° 18' 21" NB, 5° 2' 28" OL | 38474  | Drie ongenummerde panden, gepleisterde rechte gootlijst, in midden een topgevel                                                  |
| Winkel-woonhuis, bakstenen hoekpand onder zadeldak | Werk-woonhuis             | vroeg 18e eeuw                                  |              | Achtergracht 48         | 52° 18' 25" NB, 5° 2' 20" OL | 38475  | Meer afbeeldingen |
| Woonhuis, hoekpand onder zadeldak tussen zij-topgevels met vlechtingen en staafankers | Werk-woonhuis             | 18e eeuw                                        |              | Achtergracht 50         | 52° 18' 25" NB, 5° 2' 21" OL | 38476  | Meer afbeeldingen |
| Pand met tot puntgevel met rollaag gewijzigde trapgevel | Woonhuis                  | 17e eeuw                                        |              | Achtergracht 56         | 52° 18' 25" NB, 5° 2' 21" OL | 38477  | Meer afbeeldingen |
| Pand met gepleisterde lijstgevel, die het karakter draagt van het derde kwart 19e eeuw | Werk-woonhuis             | wellicht 18e eeuw                               |              | Achtergracht 76         | 52° 18' 22" NB, 5° 2' 26" OL | 38478  | Meer afbeeldingen |
| Pand met gepleisterde lijstgevel, bestaande uit beganegrond en schilddak, dat een geheel vormt met dat over het belendende nr 82                                                             | Werk-woonhuis             | eerste helft 19e eeuw                           |              | Achtergracht 78-80      | 52° 18' 21" NB, 5° 2' 26" OL | 38479  | Meer afbeeldingen |
| Hoekpand met lijstgevel | Woonhuis                  | eerste helft 19e eeuw                           |              | Achtergracht 82         | 52° 18' 21" NB, 5° 2' 26" OL | 38480  | Hoekpand met lijstgevel |
| Pand met topgevel | Woonhuis                  | 18e eeuw                                        |              | Achteromdwarsstraat 2-6 | 52° 18' 30" NB, 5° 2' 29" OL | 38481  | Pand met topgevel |
| Pakhuis | Werk-woonhuis             | 18e eeuw                                        |              | Achteromstraat 17       | 52° 18' 31" NB, 5° 2' 28" OL | 38482  | Meer afbeeldingen |
| Pand onder schilddak | Werk-woonhuis             | 17e of 18e eeuw                                 |              | Achteromstraat 27       | 52° 18' 30" NB, 5° 2' 27" OL | 38483  | Pand onder schilddak |
| Ijsfabriek | Handel en kantoor         | 18e eeuw                                        |              | Achteromstraat 2-8      | 52° 18' 31" NB, 5° 2' 31" OL | 38484  | Meer afbeeldingen |
| Pand met lijstgevel | Woonhuis                  |                                                 |              | Achteromstraat 31       | 52° 18' 30" NB, 5° 2' 26" OL | 38485  | Pand met lijstgevel |
| Pand met gevel met rechte kroonlijst | Woonhuis                  | 18e eeuw                                        |              | Achteromstraat 29       | 52° 18' 30" NB, 5° 2' 27" OL | 38486  | Pand met gevel met rechte kroonlijst                                                                                             |
| Pand met topgevel | Woonhuis                  | 18e eeuw                                        |              | Achteromstraat 23       | 52° 18' 30" NB, 5° 2' 28" OL | 38487  | Pand met topgevel |
| Pakhuis | Opslag                    | 1826 18e eeuw                                   |              | Achteromstraat 5        | 52° 18' 31" NB, 5° 2' 31" OL | 38488  | Pakhuis |
| Woonhuis, een geheel vormend met de buurhuizen nrs 22 en 24, met verdieping onder afzonderlijke schilddaken                                                                                  | Woonhuis                  | 18e-19e eeuw                                    |              | Achter 't Vosje 20      | 52° 18' 20" NB, 5° 2' 44" OL | 38489  | Meer afbeeldingen |
| Twee woonhuizen, een geheel vormend met het buurnummer 20, met verdieping onder afzonderlijke schilddaken                                                                                    | Woonhuis                  | 18e-19e eeuw                                    |              | Achter 't Vosje 22-24   | 52° 18' 20" NB, 5° 2' 44" OL | 38490  | Meer afbeeldingen |
| Winkel-woonhuis, bakstenen pand onder schilddak | Werk-woonhuis             | laat 19e eeuw                                   |              | Binnenveer 5            | 52° 18' 29" NB, 5° 2' 22" OL | 38491  | Meer afbeeldingen |
| Pand met eenvoudige klokgevel | Werk-woonhuis             | midden 18e eeuw                                 |              | Binnenveer 11           | 52° 18' 29" NB, 5° 2' 21" OL | 38492  | Meer afbeeldingen |
| Patriciershuis, verbouwd tot twee afzonderlijke woonhuizen | Woonhuis                  | eerste kwart 19e eeuw                           |              | Buitenveer 54           | 52° 18' 31" NB, 5° 2' 14" OL | 38493  | Meer afbeeldingen |
| Patriciershuis, verbouwd tot twee afzonderlijke woonhuizen | Woonhuis                  | eerste kwart 19e eeuw                           |              | Buitenveer 56           | 52° 18' 31" NB, 5° 2' 13" OL | 38494  | Meer afbeeldingen |
| Klein woonhuis met verdieping en twee venstertraveeën rechts van de toegangsdeur met fraaie omlijsting                                                                                       | Woonhuis                  | 18e-19e eeuw                                    |              | Buitenveer 58           | 52° 18' 31" NB, 5° 2' 13" OL | 38495  | Meer afbeeldingen |
| Woonhuis, witgepleisterd bakstenen gebouw onder pannen schilddak | Woonhuis                  | 18e-19e eeuw                                    |              | Buitenveer 60           | 52° 18' 31" NB, 5° 2' 13" OL | 38496  | Meer afbeeldingen |
| 'Oudervrucht' | Boerderij                 | 18e eeuw                                        |              | Dammerweg 4             | 52° 17' 17" NB, 5° 4' 21" OL | 38497  | Meer afbeeldingen |
| Boerderij, dwarshuis, mogelijk oudere delen aanwezig | Boerderij                 | 19e eeuw 1747                                   |              | Dammerweg 10            | 52° 16' 57" NB, 5° 4' 16" OL | 38498  | Meer afbeeldingen |
| Huis ten bosch | Boerderij                 | 18e eeuw                                        |              | Gooilandseweg 7         | 52° 17' 31" NB, 5° 4' 32" OL | 38499  | Huis ten bosch |
| Pand op L-vormige plattegrond | Woonhuis                  | 17e/18e eeuw (oorsprong)                        |              | 's Gravelandseweg 6     | 52° 18' 10" NB, 5° 3' 15" OL | 38500  | Upload foto |
| Boerderij 'America' met woongedeelte en bedrijfsgedeelte onder een kap | Boerderij                 | Winkel-woonhuis, bakstenen pand onder schilddak |              | 's Gravelandseweg 7     | 52° 18' 10" NB, 5° 3' 16" OL | 38501  | Meer afbeeldingen |
| Langhuis met brede statige gevel, rechte kroonlijst | Woonhuis                  | eind 18e eeuw                                   |              | 's Gravelandseweg 22    | 52° 17' 49" NB, 5° 3' 46" OL | 38502  | Meer afbeeldingen |
| Boerderij met langhuis en gepleisterde topgevel | Boerderij                 | 18e eeuw                                        |              | 's Gravelandseweg 39    | 52° 17' 51" NB, 5° 4' 51" OL | 38503  | Meer afbeeldingen |
| Pand met kapverdieping onder mansardekap | Woonhuis                  | 19e eeuw                                        |              | Groeneweg 2             | 52° 18' 21" NB, 5° 2' 26" OL | 38505  | Meer afbeeldingen |
| Pand met kapverdieping onder mansardekap | Woonhuis                  | 19e eeuw                                        |              | Groeneweg 4             | 52° 18' 21" NB, 5° 2' 26" OL | 38506  | Meer afbeeldingen |
| Pand met kapverdieping onder mansardekap | Woonhuis                  | 19e eeuw                                        |              | Groeneweg 6             | 52° 18' 21" NB, 5° 2' 25" OL | 38507  | Meer afbeeldingen |
| Woonhuis een geheel vormend met nr 3 met verdieping, twee panden, onder schilddak | Woonhuis                  | 18e-19e eeuw                                    |              | Het Grote Plein 1       | 52° 18' 24" NB, 5° 2' 34" OL | 38508  | Meer afbeeldingen |
| Woonhuis een geheel vormend met nr 1, met verdieping, twee panden onder schilddak | Woonhuis                  | 18e-19e eeuw                                    |              | Het Grote Plein 3       | 52° 18' 24" NB, 5° 2' 33" OL | 38509  | Meer afbeeldingen |
| Hoekpand, een blokvormig, witgepleisterd bakstenen gebouw met omlopend schilddak, samengetrokken uit twee voormalige woonhuizen                                                              | Woonhuis                  | tweede helft 19e eeuw                           |              | Het Grote Plein 5       | 52° 18' 23" NB, 5° 2' 33" OL | 38510  | Meer afbeeldingen |
| Statig herenhuis met rechte kroonlijst | Werk-woonhuis             |                                                 |              | Het Grote Plein 2       | 52° 18' 24" NB, 5° 2' 32" OL | 38511  | Meer afbeeldingen |
| Statig herenhuis met rechte kroonlijst en gesneden deur met omlijsting | Werk-woonhuis             |                                                 |              | Het Grote Plein 4       | 52° 18' 24" NB, 5° 2' 32" OL | 38512  | Meer afbeeldingen |
| Pand met gepleisterde kleine steile topgevel | Woonhuis                  | 18e eeuw                                        |              | Herengracht 9           | 52° 18' 33" NB, 5° 2' 31" OL | 38513  | Meer afbeeldingen |
| Pand met afgeknotte gevel met zakgoot, gepleisterd | Woonhuis                  | 18e eeuw                                        |              | Herengracht 8           | 52° 18' 33" NB, 5° 2' 32" OL | 38514  | Meer afbeeldingen |
| Pakhuis, bakstenen gebouw met verdieping en zolder onder zadeldak | Opslag                    | 19e eeuw                                        |              | Herengracht 33          | 52° 18' 32" NB, 5° 2' 18" OL | 38515  | Pakhuis, bakstenen gebouw met verdieping en zolder onder zadeldak                                                                |
| Sluiswachtershuis onder mansardedak, lage woning, centrale schoorsteen | Dienstwoning              | begin 19e eeuw                                  |              | Hoogstraat 1-2          | 52° 18' 32" NB, 5° 2' 34" OL | 38516  | Meer afbeeldingen |
| Pand met gevel met rechte kroonlijst, leeuwen maskers en bogen boven de vensters | Werk-woonhuis             |                                                 |              | Hoogstraat 9-10         | 52° 18' 30" NB, 5° 2' 35" OL | 38518  | Meer afbeeldingen |
| Pakhuis met topgevel | Opslag                    |                                                 |              | Hoogstraat 17           | 52° 18' 29" NB, 5° 2' 35" OL | 38519  | Meer afbeeldingen |
| Pand met topgevel met voluten | Woonhuis                  | 18e eeuw                                        |              | Hoogstraat 19           | 52° 18' 29" NB, 5° 2' 35" OL | 38520  | Meer afbeeldingen |
| Pand met gepleisterde topgevel | Werk-woonhuis             | 1756                                            |              | Hoogstraat 21           | 52° 18' 28" NB, 5° 2' 36" OL | 38521  | Meer afbeeldingen |
| Pakhuis | Woonhuis                  | 17e eeuw                                        |              | Hoogstraat 22           | 52° 18' 28" NB, 5° 2' 36" OL | 38522  | Meer afbeeldingen |
| Pakhuis | Woonhuis                  | 17e eeuw                                        |              | Hoogstraat 22a/c        | 52° 18' 28" NB, 5° 2' 36" OL | 38523  | Meer afbeeldingen |
| Herenhuis met stoep en rechts lijstgevel | Woonhuis                  | aanvang 19e eeuw                                |              | Hoogstraat 24           | 52° 18' 28" NB, 5° 2' 36" OL | 38524  | Meer afbeeldingen |
| Pand met klokgevel | Woonhuis                  | 18e eeuw                                        |              | Hoogstraat 28-29        | 52° 18' 27" NB, 5° 2' 38" OL | 38525  | Meer afbeeldingen |
| Pand met gevel met rechte kroonlijst, houten deuromlijsting, stoep, uitgebouwde vitrine winkel                                                                                               | Woonhuis                  |                                                 |              | Hoogstraat 32           | 52° 18' 26" NB, 5° 2' 38" OL | 38526  | Meer afbeeldingen |
| Pand met topgevel met voluten | Woonhuis                  | 1675                                            |              | Hoogstraat 33-34        | 52° 18' 26" NB, 5° 2' 38" OL | 38527  | Meer afbeeldingen |
| Pand met puntgevel aan de achterzijde | Woonhuis                  | 18e eeuw                                        |              | Hoogstraat 35           | 52° 18' 26" NB, 5° 2' 38" OL | 38528  | Meer afbeeldingen |
| Pand met zadeldak, loodrecht op de straat, tussen puntgevels | Woonhuis                  | 18e eeuw                                        |              | Hoogstraat 37           | 52° 18' 26" NB, 5° 2' 39" OL | 38529  | Meer afbeeldingen |
| Woonhuis, bakstenen gebouw van drie verdiepingen en twee traveeën onder zadeldak | Woonhuis                  | 18e-19e eeuw                                    |              | Hoogstraat 38           | 52° 18' 26" NB, 5° 2' 39" OL | 38530  | Meer afbeeldingen |
| Pand met topgevel met hardstenen gebeeldhouwde versieringen, guirlandes etc | Woonhuis                  | 17e eeuw                                        |              | Hoogstraat 47           | 52° 18' 25" NB, 5° 2' 40" OL | 38531  | Meer afbeeldingen |
| Woonhuis met drie verdiepingen hoog en drie traveeën breed voorhuis onder schilddak met lager achterhuis                                                                                     | Werk-woonhuis             | 17e-19e eeuw                                    |              | Hoogstraat 48           | 52° 18' 24" NB, 5° 2' 40" OL | 38532  | Meer afbeeldingen |
| Lange Vechtbrug | Brug                      |                                                 |              | Hoogstraat ong.         | 52° 18' 26" NB, 5° 2' 42" OL | 38533  | Meer afbeeldingen |
| Pand met gevel met rechte getande kroonlijst | Woonhuis                  | 19e eeuw                                        |              | Hoogstraat 51-51a       | 52° 18' 24" NB, 5° 2' 42" OL | 38534  | Meer afbeeldingen |
| Pand met gevel met rechte kroonlijst, houten deuromlijsting | Woonhuis                  | 18e eeuw                                        |              | Hoogstraat 52           | 52° 18' 24" NB, 5° 2' 42" OL | 38535  | Meer afbeeldingen |
| Pand met gevel met rechte kroonlijst | Woonhuis                  | 17e eeuw                                        |              | Hoogstraat 59           | 52° 18' 23" NB, 5° 2' 44" OL | 38536  | Meer afbeeldingen |
| Pand met topgevel | Woonhuis                  | 17e eeuw                                        |              | Hoogstraat 60           | 52° 18' 23" NB, 5° 2' 44" OL | 38537  | Meer afbeeldingen |
| Pand met lijstgevel met fraaie deuromlijsting | Woonhuis                  |                                                 |              | Hoogstraat 62           | 52° 18' 22" NB, 5° 2' 45" OL | 38538  | Meer afbeeldingen |
| Sluiswerken en kaden Herengracht | Waterkering en -doorlaat  |                                                 |              | Herengracht ong.        | 52° 18' 31" NB, 5° 2' 58" OL | 38539  | Sluiswerken en kaden Herengracht                                                                                                 |
| Pand met zadeldak en puntgevel met vlechtingen | Woonhuis                  | 18e of eerste kwart 19e eeuw                    |              | Kapelsteeg 2            | 52° 18' 22" NB, 5° 2' 39" OL | 38540  | Meer afbeeldingen |
| Boerderij bestaande uit een stenen woonhuis met zadeldak en puntgevel, evenwijdig aan de straat, een hoger gedeelte links hiervan, opgetrokken van hout op stenen voet en gedekt door een pa | Boerderij                 | 18e eeuw                                        |              | Kerklaan 2 of 8         | 52° 18' 35" NB, 5° 2' 26" OL | 38541  | Meer afbeeldingen |
| Terrein waarin sporen van bewoning | Archeologisch monument    | Late ijzertijd                                  |              | Aetsveldseweg           | 52° 17' 42" NB, 5° 2' 19" OL | 385415 | Upload foto |
| 'De Gouden Reaal' | Woonhuis                  | 1697                                            |              | Kerkstraat 13-15        | 52° 18' 26" NB, 5° 2' 35" OL | 38542  | Meer afbeeldingen |
| Gepleisterd pand met verdieping, afgeknot schilddak en geprofileerde houten kroonlijst | Woonhuis                  | eerste helft 19e eeuw                           |              | Kerkstraat 17           | 52° 18' 26" NB, 5° 2' 35" OL | 38543  | Meer afbeeldingen |
| Kosterij der grote kerk | Woonhuis                  | 18e eeuw                                        |              | Kerkstraat 19-21        | 52° 18' 26" NB, 5° 2' 34" OL | 38544  | Meer afbeeldingen |
| Pand onder schilddak | Woonhuis                  | derde kwart 19e eeuw                            |              | Kerkstraat 23           | 52° 18' 26" NB, 5° 2' 34" OL | 38545  | Meer afbeeldingen |
| Pand met verdieping en schilddak, waarin dakkapel | Woonhuis                  | midden 19e eeuw                                 |              | Kerkstraat 25-27        | 52° 18' 25" NB, 5° 2' 34" OL | 38546  | Meer afbeeldingen |
| Pand met gevel met rechte getande kroonlijst | Woonhuis                  |                                                 |              | Kerkstraat 29           | 52° 18' 25" NB, 5° 2' 33" OL | 38547  | Meer afbeeldingen |
| Woon- en bedrijfsgebouw | Woonhuis                  | 19e eeuw                                        |              | Kerkstraat 2            | 52° 18' 27" NB, 5° 2' 36" OL | 38548  | Woon- en bedrijfsgebouw |
| Woon- en bedrijfsgebouw | Woonhuis                  | 19e eeuw                                        |              | Kerkstraat 4-6          | 52° 18' 27" NB, 5° 2' 36" OL | 38549  | Meer afbeeldingen |
| Grote of Laurenskerk | Kerk en kerkonderdeel     | 16e eeuw en later                               |              | Kerkstraat 10           | 52° 18' 26" NB, 5° 2' 34" OL | 38550  | Meer afbeeldingen |
| Voormalige Nederlandse Porselein Fabriek | Industrie                 | 1757                                            |              | Kromme Elleboogsteeg 2  | 52° 18' 26" NB, 5° 2' 23" OL | 38553  | Meer afbeeldingen |
| 'Huis te capelle' | Boerderij                 | 18e eeuw                                        |              | Lange Muiderweg 16      | 52° 18' 56" NB, 5° 3' 22" OL | 38554  | Meer afbeeldingen |
| Hoeve 'Veelust' | Boerderij                 | 17e eeuw                                        |              | Lange Muiderweg 30      | 52° 19' 6" NB, 5° 3' 57" OL  | 38555  | Meer afbeeldingen |
| 'Drosthagen' | Woonhuis                  | 18e eeuw                                        |              | Middenstraat 9-11       | 52° 18' 29" NB, 5° 2' 33" OL | 38556  | 'Drosthagen' |
| Reeks van vijf woonhuizen onder gemeenschappelijk zadeldak | Woonhuis                  | 19e eeuw                                        |              | Middenstraat 55-65      | 52° 18' 24" NB, 5° 2' 37" OL | 38557  | Meer afbeeldingen |
| Pand een geheel vormend met nr 117 | Woonhuis                  | 18e-19e eeuw                                    |              | Middenstraat 115        | 52° 18' 22" NB, 5° 2' 41" OL | 38558  | Meer afbeeldingen |
| Pand een geheel vormend met nr 115 | Woonhuis                  | 18e-19e eeuw                                    |              | Middenstraat 117        | 52° 18' 22" NB, 5° 2' 41" OL | 38559  | Meer afbeeldingen |
| Pand met puntgevel, voorzien van vlechtingen en natuurstenen dekplaatjes op de hoeken en de top                                                                                              | Woonhuis                  | 17e eeuw                                        |              | Middenstraat 12         | 52° 18' 29" NB, 5° 2' 32" OL | 38560  | Meer afbeeldingen |
| Pand met zolderverdieping en hoog schilddak, dat aan de voorzijde is afgewolfd boven de lijstgevel met getoogde deur en vensters                                                             | Woonhuis                  | 18e of vroeg 19e eeuw                           |              | Sint Antoniestraat 1-1a | 52° 18' 23" NB, 5° 2' 38" OL | 38561  | Pand met zolderverdieping en hoog schilddak, dat aan de voorzijde is afgewolfd boven de lijstgevel met getoogde deur en vensters |
| Pand met verdieping en hoog schilddak, waarin dakkapel met fronton en hijsbalk | Woonhuis                  | 18e eeuw                                        |              | Middenstraat 60-62      | 52° 18' 22" NB, 5° 2' 39" OL | 38562  | Meer afbeeldingen |
| Woonhuis, bepleisterd bakstenen hoekpand met verdieping en zolder onder zadeldak | Woonhuis                  | 18e-19e eeuw                                    |              | Middenstraat 78         | 52° 18' 21" NB, 5° 2' 41" OL | 38563  | Meer afbeeldingen |
| Houten huis met zolderverdieping onder mansardekap | Woonhuis                  | laat 19e eeuw                                   |              | Molenpad 1              | 52° 18' 13" NB, 5° 2' 40" OL | 38564  | Meer afbeeldingen |
| Houten huis met zolderverdieping onder mansardekap | Woonhuis                  | laat 19e eeuw                                   |              | Molenpad 3              | 52° 18' 13" NB, 5° 2' 40" OL | 38565  | Meer afbeeldingen |
| Houten huis met zolderverdieping onder mansardekap | Woonhuis                  | vermoedelijk laat 19e eeuw                      |              | Molenpad 5              | 52° 18' 12" NB, 5° 2' 40" OL | 38566  | Houten huis met zolderverdieping onder mansardekap                                                                               |
| Houten huis met gerabatte wanden met zolderverdieping onder zadeldak met puntgevel met makelaar                                                                                              | Woonhuis                  | vermoedelijk laat 19e eeuw                      |              | Molenpad 7              | 52° 18' 11" NB, 5° 2' 39" OL | 38567  | Meer afbeeldingen |
| Houten huis met gerabatte wanden met zolderverdieping onder zadeldak met puntgevel met makelaar                                                                                              | Woonhuis                  | laat 19e eeuw                                   |              | Molenpad 9              | 52° 18' 11" NB, 5° 2' 39" OL | 38568  | Houten huis met gerabatte wanden met zolderverdieping onder zadeldak met puntgevel met makelaar                                  |
| Dwars geplaatst houten huis met gerabatte wanden, met zolderverdieping onder mansarde kap; kroonlijst langs voorgevel, T-vensters                                                            | Woonhuis                  | laat 19e eeuw                                   |              | Molenpad 11             | 52° 18' 11" NB, 5° 2' 39" OL | 38569  | Meer afbeeldingen |
| Dwars geplaatst houten huis met gerabatte wanden met zolderverdieping onder mansarde kap; kroonlijst langs voorgevel; T-vensters                                                             | Woonhuis                  | laat 19e eeuw                                   |              | Molenpad 13             | 52° 18' 11" NB, 5° 2' 39" OL | 38570  | Meer afbeeldingen |
| Houten huis met zolderverdieping onder mansarde kap | Woonhuis                  | vroeg 20e eeuw                                  |              | Molenpad 15             | 52° 18' 11" NB, 5° 2' 39" OL | 38571  | Meer afbeeldingen |
| Houten huis met zolderverdieping onder mansarde kap | Woonhuis                  | vermoedelijk vroeg 20e eeuw                     |              | Molenpad 19             | 52° 18' 10" NB, 5° 2' 39" OL | 38572  | Meer afbeeldingen |
| Woonhuis, bakstenen gebouw met verdieping en drie traveeën breed | Woonhuis                  | 19e eeuw                                        |              | Nieuwstad 10            | 52° 18' 29" NB, 5° 2' 23" OL | 38573  | Meer afbeeldingen |
| Pand met lijstgevel, houten deuromlijsting | Woonhuis                  | 18e eeuw                                        |              | Nieuwstad 14-14a        | 52° 18' 28" NB, 5° 2' 23" OL | 38574  | Meer afbeeldingen |
| Pand met lijstgevel, houten deuromlijsting | Woonhuis                  | 18e eeuw                                        |              | Nieuwstad 16-16a        | 52° 18' 28" NB, 5° 2' 23" OL | 38575  | Meer afbeeldingen |
| Pand met lijstgevel, fraaie hardstenen vensterbanken | Woonhuis                  | 18e eeuw                                        |              | Nieuwstad 18            | 52° 18' 27" NB, 5° 2' 23" OL | 38576  | Meer afbeeldingen |
| Winkelpanden met woonhuizen, twee onder een kap | Werk-woonhuis             |                                                 |              | Nieuwstad 22-22a        | 52° 18' 27" NB, 5° 2' 24" OL | 38577  | Meer afbeeldingen |
| Pand met lijstgevel met houten deuromlijsting | Werk-woonhuis             | 18e eeuw                                        |              | Nieuwstad 24            | 52° 18' 27" NB, 5° 2' 24" OL | 38578  | Meer afbeeldingen |
| Pand met lijstgevel | Werk-woonhuis             | 18e eeuw                                        |              | Nieuwstad 26-26a        | 52° 18' 27" NB, 5° 2' 24" OL | 38579  | Meer afbeeldingen |
| Maarten Lutherkerk | Kerk en kerkonderdeel     |                                                 |              | Nieuwstad 36-38         | 52° 18' 25" NB, 5° 2' 25" OL | 38580  | Meer afbeeldingen |
| Pand met gepleisterde lijstgevel | Werk-woonhuis             | 18e eeuw                                        |              | Nieuwstad 50            | 52° 18' 25" NB, 5° 2' 26" OL | 38581  | Meer afbeeldingen |
| Pand met gepleisterde lijstgevel | Werk-woonhuis             | 18e eeuw                                        |              | Nieuwstad 52            | 52° 18' 25" NB, 5° 2' 27" OL | 38582  | Meer afbeeldingen |
| Pakhuis met getande kroonlijst, originele onderpui | Handel en kantoor         | 18e eeuw                                        |              | Nieuwstad 54            | 52° 18' 24" NB, 5° 2' 28" OL | 38583  | Meer afbeeldingen |
| Pand met lijstgevel en houten deuromlijsting | Woonhuis                  | 18e eeuw                                        |              | Nieuwstad 56            | 52° 18' 24" NB, 5° 2' 28" OL | 38584  | Meer afbeeldingen |
| Twee woningen, bestaande uit begane-grond onder een gemeenschappelijk zadeldak, dat aansluit tegen een puntgevel met rollaag                                                                 | Werk-woonhuis             | 18e/19e eeuw                                    |              | Nieuwstad 60            | 52° 18' 24" NB, 5° 2' 29" OL | 38585  | Meer afbeeldingen |
| Pand met lijstgevel | Werk-woonhuis             |                                                 |              | Nieuwstad 70            | 52° 18' 23" NB, 5° 2' 30" OL | 38586  | Meer afbeeldingen |
| Pand met lijstgevel en houten deuromlijsting | Woonhuis                  | 18e eeuw                                        |              | Nieuwstad 72            | 52° 18' 23" NB, 5° 2' 30" OL | 38587  | Meer afbeeldingen |
| Pand met gevel met rechte kroonlijst, houten deuromlijsting | Woonhuis                  | 18e eeuw                                        |              | Nieuwstad 90            | 52° 18' 22" NB, 5° 2' 32" OL | 38588  | Meer afbeeldingen |
| Pand met topgeveltje | Woonhuis                  | 18e eeuw                                        |              | Nieuwstad 122           | 52° 18' 19" NB, 5° 2' 39" OL | 38589  | Meer afbeeldingen |
| Pand met gepleisterde gevel met rechte kroonlijst | Woonhuis                  |                                                 |              | Nieuwstad 124a-126a     | 52° 18' 19" NB, 5° 2' 39" OL | 38590  | Pand met gepleisterde gevel met rechte kroonlijst                                                                                |
| Pand met gepleisterde gevel met rechte kroonlijst | Woonhuis                  |                                                 |              | Nieuwstad 128           | 52° 18' 18" NB, 5° 2' 40" OL | 38591  | Pand met gepleisterde gevel met rechte kroonlijst                                                                                |
| Pand met gepleisterde gevel met rechte kroonlijst | Woonhuis                  |                                                 |              | Nieuwstad 130           | 52° 18' 18" NB, 5° 2' 40" OL | 38593  | Pand met gepleisterde gevel met rechte kroonlijst                                                                                |
| Pand met gepleisterde gevel met rechte kroonlijst | Woonhuis                  | 18e eeuw                                        |              | Nieuwstad 132           | 52° 18' 18" NB, 5° 2' 40" OL | 38595  | Pand met gepleisterde gevel met rechte kroonlijst                                                                                |
| Pand met gepleisterde gevel met rechte kroonlijst | Woonhuis                  | 18e eeuw                                        |              | Nieuwstad 134           | 52° 18' 18" NB, 5° 2' 40" OL | 38596  | Pand met gepleisterde gevel met rechte kroonlijst                                                                                |
| Pand met gepleisterde gevel met rechte kroonlijst | Woonhuis                  | 18e eeuw                                        |              | Nieuwstad 136           | 52° 18' 18" NB, 5° 2' 40" OL | 38597  | Pand met gepleisterde gevel met rechte kroonlijst                                                                                |
| Pand met gepleisterde gevel met rechte kroonlijst | Woonhuis                  | 18e eeuw                                        |              | Nieuwstad 138           | 52° 18' 18" NB, 5° 2' 41" OL | 38598  | Meer afbeeldingen |
| Pand met gepleisterde gevel met rechte kroonlijst, een geheel met kerkgebouw vormend | Kerk en kerkonderdeel     | 18e eeuw                                        |              | Nieuwstraat 3           | 52° 18' 29" NB, 5° 2' 30" OL | 38599  | Pand met gepleisterde gevel met rechte kroonlijst, een geheel met kerkgebouw vormend                                             |
| Hoekpand bestaande uit woning en bedrijfspand onder gemeenschappelijk schilddak | Kerk en kerkonderdeel     |                                                 |              | Nieuwstraat 5           | 52° 18' 29" NB, 5° 2' 30" OL | 38600  | Meer afbeeldingen |
| Bedrijfspand met woonhuis | Werk-woonhuis             | 18e-20e eeuw                                    |              | Nieuwstraat 7-11        | 52° 18' 29" NB, 5° 2' 30" OL | 38601  | Meer afbeeldingen |
| Pand met lijstgevel, lange gepleisterde zijgevel | Werk-woonhuis             | 18e eeuw                                        |              | Nieuwstraat 29          | 52° 18' 27" NB, 5° 2' 31" OL | 38603  | Meer afbeeldingen |
| Pand met lijstgevel | Werk-woonhuis             | 19e eeuw                                        |              | Nieuwstraat 13          | 52° 18' 28" NB, 5° 2' 31" OL | 38604  | Meer afbeeldingen |
| Pand met topgevel | Werk-woonhuis             | 18e eeuw                                        |              | Nieuwstraat 21          | 52° 18' 28" NB, 5° 2' 31" OL | 38605  | Meer afbeeldingen |
| Pand met topgevel en gevel met rechte kroonlijst | Woonhuis                  | 18e eeuw                                        |              | Nieuwstraat 33-35       | 52° 18' 25" NB, 5° 2' 33" OL | 38606  | Meer afbeeldingen |
| Pand met lijstgevel, bepleisterd | Woonhuis                  |                                                 |              | Nieuwstraat 39          | 52° 18' 25" NB, 5° 2' 33" OL | 38607  | Meer afbeeldingen |
| Stadhuis | Overheidsgebouw           | 1772/1776                                       |              | Nieuwstraat 41          | 52° 18' 24" NB, 5° 2' 34" OL | 38608  | Meer afbeeldingen |
| St. Bartholomeus Gasthuis | Sociale zorg, liefdadigh. | 17e eeuw                                        |              | Nieuwstraat 43          | 52° 18' 24" NB, 5° 2' 34" OL | 38609  | Meer afbeeldingen |
| Pand met topgevel | Werk-woonhuis             | 18e eeuw                                        |              | Nieuwstraat 12          | 52° 18' 29" NB, 5° 2' 29" OL | 38610  | Pand met topgevel |
| Dubbel gepleisterde topgevel, gevelsteen een schip | Werk-woonhuis             | 17e eeuw                                        |              | Nieuwstraat 28          | 52° 18' 27" NB, 5° 2' 30" OL | 38612  | Dubbel gepleisterde topgevel, gevelsteen een schip                                                                               |
| Lage langgerekte gevel met getande daklijst, houten deuromlijsting, schoorsteen op het dak                                                                                                   | Dienstwoning              | 18e eeuw                                        |              | Nieuwstraat 34          | 52° 18' 27" NB, 5° 2' 29" OL | 38613  | Meer afbeeldingen |
| Pand met halsgevel, wapensteen van amsterdam | Werk-woonhuis             | 18e eeuw                                        |              | Nieuwstraat 50          | 52° 18' 26" NB, 5° 2' 31" OL | 38614  | Meer afbeeldingen |
| Brugwachtershuis naast de Lange Vechtbrug | Dienstwoning              | 18e/19e eeuw                                    |              | Ossenmarkt 1            | 52° 18' 27" NB, 5° 2' 42" OL | 38615  | Meer afbeeldingen |
| Bakstenen hoekpand onder zadeldak, tuitvormige voorgevel met rollagen en staafankers | Woonhuis                  | 18e-19e eeuw                                    |              | Oudegracht 17           | 52° 18' 28" NB, 5° 2' 26" OL | 38616  | Meer afbeeldingen |
| Hoekhuis onder schilddak | Woonhuis                  |                                                 |              | Oudegracht 21           | 52° 18' 27" NB, 5° 2' 26" OL | 38617  | Meer afbeeldingen |
| Poortje met gebeeldhouwde voorstelling en opschrift 'Al voor een ander' | Erfscheiding              | 1710                                            |              | Oudegracht 39-41        | 52° 18' 26" NB, 5° 2' 29" OL | 38618  | Meer afbeeldingen |
| Pand sluit aan bij het beschermende huis Nieuwstraat 13 | Woonhuis                  | 18e eeuw                                        |              | Sint Annastraat 6-8     | 52° 18' 28" NB, 5° 2' 31" OL | 38619  | Meer afbeeldingen |
| Pand met verdieping en houten kroonlijst | Woonhuis                  | 1878                                            |              | Sleutelsteeg 3          | 52° 18' 27" NB, 5° 2' 29" OL | 38620  | Pand met verdieping en houten kroonlijst                                                                                         |
| Hoekpand met lijstgevel, hoog dak | Woonhuis                  |                                                 |              | Slijkstraat 1           | 52° 18' 30" NB, 5° 2' 34" OL | 38621  | Meer afbeeldingen |
| Pand met topgevel | Woonhuis                  | 18e eeuw                                        |              | Slijkstraat 3           | 52° 18' 30" NB, 5° 2' 34" OL | 38622  | Meer afbeeldingen |
| Pand met gedodekopt topgeveltje | Woonhuis                  | 18e eeuw                                        |              | Slijkstraat 29          | 52° 18' 30" NB, 5° 2' 31" OL | 38624  | Meer afbeeldingen |
| Gepleisterd hoekhuis met rechte kroonlijst | Handel en kantoor         |                                                 |              | Slijkstraat 37          | 52° 18' 30" NB, 5° 2' 28" OL | 38625  | Gepleisterd hoekhuis met rechte kroonlijst                                                                                       |
| Pand met verdieping en houten kroonlijst | Werk-woonhuis             | midden 19e eeuw                                 |              | Slijkstraat 39          | 52° 18' 30" NB, 5° 2' 28" OL | 38626  | Meer afbeeldingen |
| Pand met topgevel | Werk-woonhuis             | 18e eeuw                                        |              | Slijkstraat 41          | 52° 18' 30" NB, 5° 2' 28" OL | 38627  | Meer afbeeldingen |
| Winkel-woonhuis met gevel | Werk-woonhuis             | 19e/20e eeuw                                    |              | Slijkstraat 45-45a      | 52° 18' 30" NB, 5° 2' 27" OL | 38628  | Meer afbeeldingen |
| Pand met afgeknotte topgevel | Werk-woonhuis             | 18e eeuw                                        |              | Slijkstraat 49-49a      | 52° 18' 30" NB, 5° 2' 26" OL | 38629  | Meer afbeeldingen |
| Groot hoekpand met getande rechte kroonlijst | Woonhuis                  | 18e eeuw                                        |              | Slijkstraat 53          | 52° 18' 29" NB, 5° 2' 25" OL | 38630  | Groot hoekpand met getande rechte kroonlijst                                                                                     |
| Pand met gepleisterde topgevel | Werk-woonhuis             | 18e eeuw                                        |              | Slijkstraat 2           | 52° 18' 30" NB, 5° 2' 34" OL | 38631  | Meer afbeeldingen |
| Twee topgevels | Woonhuis                  | 18e eeuw                                        |              | Slijkstraat 6           | 52° 18' 30" NB, 5° 2' 33" OL | 38632  | Twee topgevels |
| Pand met aan de voorzijde eenvoudige lijstgevel | Woonhuis                  | 18e eeuw                                        |              | Slijkstraat 26          | 52° 18' 30" NB, 5° 2' 30" OL | 38633  | Pand met aan de voorzijde eenvoudige lijstgevel                                                                                  |
| Pand met klokgevel | Werk-woonhuis             | 18e eeuw                                        |              | Slijkstraat 28          | 52° 18' 30" NB, 5° 2' 30" OL | 38634  | Meer afbeeldingen |
| Pand met gepleisterde lijstgevel | Werk-woonhuis             | 19e eeuw                                        |              | Slijkstraat 30          | 52° 18' 30" NB, 5° 2' 29" OL | 38635  | Meer afbeeldingen |
| Pand met gepleisterde lijstgevel met pilasters | Woonhuis                  | 19e eeuw                                        |              | Slijkstraat 32-34       | 52° 18' 30" NB, 5° 2' 29" OL | 38636  | Meer afbeeldingen |
| Pand met verdieping en hoog schilddak | Woonhuis                  | midden 19e eeuw                                 |              | Slijkstraat 40          | 52° 18' 30" NB, 5° 2' 28" OL | 38637  | Meer afbeeldingen |
| Pand met imposante topgevel | Werk-woonhuis             | 18e eeuw                                        |              | Slijkstraat 44          | 52° 18' 30" NB, 5° 2' 27" OL | 38639  | Meer afbeeldingen |
| Pand met lijstgevel | Woonhuis                  | 19e eeuw                                        |              | Slijkstraat 46          | 52° 18' 30" NB, 5° 2' 27" OL | 38640  | Meer afbeeldingen |
| Pand met gepleisterde lijstgevel | Woonhuis                  | ouder dan 19e eeuw                              |              | Slijkstraat 48          | 52° 18' 30" NB, 5° 2' 27" OL | 38642  | Meer afbeeldingen |
| Pand met gedodekopte afgeknotte topgevel, met natuurstenen blokken in bogen boven de vensters                                                                                                | Werk-woonhuis             | 17e eeuw                                        |              | Slijkstraat 52          | 52° 18' 30" NB, 5° 2' 26" OL | 38643  | Meer afbeeldingen |
| 't Haantje | Industrie- en poldermolen | 1820                                            |              | Korte Stammerdijk 17    | 52° 18' 29" NB, 5° 1' 59" OL | 38644  | Meer afbeeldingen |
| De Vriendschap | Industrie- en poldermolen | 1900                                            |              | Utrechtseweg 11A        | 52° 18' 15" NB, 5° 2' 59" OL | 38645  | Meer afbeeldingen |
| Houten huis met gerabatte wanden met verdieping onder dwarsgeplaatste, later gewijzigde mansarde-kap                                                                                         | Woonhuis                  | 19e/20e eeuw                                    |              | Utrechtseweg 2          | 52° 18' 14" NB, 5° 2' 43" OL | 38646  | Meer afbeeldingen |
| Houten huis met zolderverdieping onder mansarde kap met dwarsbalk tussen de boeiborden en makelaar                                                                                           | Woonhuis                  | 18e/19e eeuw                                    |              | Utrechtseweg 6          | 52° 18' 14" NB, 5° 2' 45" OL | 38648  | Meer afbeeldingen |
| Houten huis met zolderverdieping onder mansarde- kap | Woonhuis                  | vermoedelijk laat 19e eeuw                      |              | Utrechtseweg 14         | 52° 18' 14" NB, 5° 2' 46" OL | 38650  | Meer afbeeldingen |
| Houten huis met gerabatte wanden met zolderverdieping onder mansarde-kap | Woonhuis                  | vermoedelijk laat 19e eeuw                      |              | Utrechtseweg 16         | 52° 18' 14" NB, 5° 2' 47" OL | 38651  | Meer afbeeldingen |
| Houten huis met zolderverdieping onder mansarde-kap met makelaar | Woonhuis                  | vermoedelijk laat 19e eeuw                      |              | Utrechtseweg 18         | 52° 18' 14" NB, 5° 2' 47" OL | 38652  | Meer afbeeldingen |
| Houten huis met zolderverdieping onder hoge mansardekap- geschulpte rand tussen begane grond en kap - verdieping. Terugliggende entree                                                       | Woonhuis                  | vermoedelijk vroeg 20e eeuw                     |              | Utrechtseweg 20         | 52° 18' 14" NB, 5° 2' 48" OL | 38653  | Meer afbeeldingen |
| Houten huis, rabatte wanden met zolderverdieping onder zadeldak met wolfeind | Woonhuis                  | vermoedelijk vroeg 20e eeuw                     |              | Utrechtseweg 22         | 52° 18' 14" NB, 5° 2' 49" OL | 38654  | Meer afbeeldingen |
| Houten huis met gerabatte wanden met zolderverdieping onder zadeldak met wolfeind | Woonhuis                  | vermoedelijk vroeg 20e eeuw                     |              | Utrechtseweg 24         | 52° 18' 14" NB, 5° 2' 49" OL | 38655  | Houten huis met gerabatte wanden met zolderverdieping onder zadeldak met wolfeind                                                |
| Houten huis met zolderverdieping onder zadeldak met wolfeind | Woonhuis                  | vermoedelijk vroeg 20e eeuw                     |              | Utrechtseweg 26         | 52° 18' 14" NB, 5° 2' 50" OL | 38656  | Meer afbeeldingen |
| Houten huis met gerabatte wanden met zolderverdieping onder mansarde-kap | Woonhuis                  | vermoedelijk vroeg 20e eeuw                     |              | Utrechtseweg 32         | 52° 18' 14" NB, 5° 2' 52" OL | 38657  | Meer afbeeldingen |
| Boerderij bestaande uit twee haaks op elkaar staande gebouwen, onder afzonderlijke schilddaken                                                                                               | Boerderij                 | 18e-19e eeuw                                    |              | Utrechtseweg 112        | 52° 17' 51" NB, 5° 3' 30" OL | 38658  | Meer afbeeldingen |
| De Eendragt | Industrie- en poldermolen | 1691 / 1952                                     |              | Utrechtseweg 13         | 52° 18' 13" NB, 5° 3' 2" OL  | 38659  | Meer afbeeldingen |
| Verdedigingswerken Weesp, Torenfort aan de Ossenmarkt | Fort, vesting en -onderdl | 1861                                            |              | Ossenmarkt 44           | 52° 18' 28" NB, 5° 2' 45" OL | 38662  | Meer afbeeldingen |
| Winkelpand met woonhuis, onder zadeldak met lijstgevel | Werk-woonhuis             | 19e eeuw                                        |              | Slijkstraat 5           | 52° 18' 30" NB, 5° 2' 34" OL | 47003  | Meer afbeeldingen |
| Terrein waarin sporen van bewoning | Archeologisch monument    | Late IJzertijd                                  |              | Aetsveldseweg E 109/124 | 52° 17' 29" NB, 5° 2' 33" OL | 47175  | Upload foto |
| Hoofdgebouw, onderdeel uitmakend van het voormalige gemeentelijke zwembadcomplex | Sport en recreatie        | 1937                                            |              | Utrechtseweg 17         | 52° 18' 11" NB, 5° 3' 6" OL  | 512878 | Hoofdgebouw, onderdeel uitmakend van het voormalige gemeentelijke zwembadcomplex                                                 |
| Voormalige snoepwinkel | Winkel                    | 1937                                            |              | Utrechtseweg bij 17     | 52° 18' 11" NB, 5° 3' 6" OL  | 512879 | Upload foto |
| Twee toegangspijlers | Erfscheiding              | 1937                                            |              | Utrechtseweg bij 17     | 52° 18' 11" NB, 5° 3' 6" OL  | 512880 | Twee toegangspijlers |
| Van Houten kerkje | Kerk en kerkonderdeel     | 1904-1906                                       | B.J. Ouëndag | Oudegracht 69           | 52° 18' 22" NB, 5° 2' 37" OL | 512906 | Meer afbeeldingen |
| Pastorie met consistorie | Kerkelijke dienstwoning   | 1905                                            |              | Nieuwstraat 72          | 52° 18' 22" NB, 5° 2' 37" OL | 512907 | Pastorie met consistorie |
| Voormalige bewaarschool | Onderwijs en wetenschap   | 1905                                            |              | Nieuwstraat bij 72      | 52° 18' 22" NB, 5° 2' 36" OL | 512908 | Upload foto |
| Erfscheiding | Erfscheiding              | ca. 1905                                        |              | Nieuwstraat bij 72      | 52° 18' 22" NB, 5° 2' 37" OL | 512909 | Upload foto |
| IJzeren draaibrug | Brug                      | ca. 1880                                        |              | Uitermeer 1             | 52° 17' 41" NB, 5° 4' 55" OL | 512910 | IJzeren draaibrug |
| Dwarshuisboerderij met zomerhuis gelegen aan de zuidzijde van de utrechtseweg | Boerderij                 | 1883                                            |              | Utrechtseweg 116        | 52° 17' 45" NB, 5° 3' 41" OL | 512911 | Dwarshuisboerderij met zomerhuis gelegen aan de zuidzijde van de utrechtseweg                                                    |
| Vrijstaande dubbele brugwachterswoning, thans in gebruik als twee woningen | Dienstwoning              | 1890                                            |              | Verlengd Buitenveer 24  | 52° 18' 14" NB, 5° 1' 20" OL | 512912 | Vrijstaande dubbele brugwachterswoning, thans in gebruik als twee woningen                                                       |
| De Overhorn | Boerderij                 | 1875                                            |              | 's Gravelandseweg 50-51 | 52° 17' 44" NB, 5° 5' 0" OL  | 512913 | Meer afbeeldingen |

## Verdedigingswerken

### Fort bij Uitermeer
Rond het Fort bij Uitermeer bevinden zich 7 inschrijvingen die in het rijksmonumentenregister onderdeel zijn van het rijksmonumentcomplex 531341 - "NHW-Fort Uitermeer".
| Object                                                 | Oorspronkelijke functie?  | Bouwjaar | Architect | Locatie       | Coördinaten?                 | Nr.?   | Afbeelding        |
| ------------------------------------------------------ | ------------------------- | -------- | --------- | ------------- | ---------------------------- | ------ | ----------------- |
| Fort bij Uitermeer, Toren                              | Fort, vesting en -onderdl |          |           | Uitermeer 1   | 52° 17' 35" NB, 5° 4' 56" OL | 531342 | Meer afbeeldingen |
| Fort bij Uitermeer, Bomvrije Kanonremise               | Fort, vesting en -onderdl |          |           | Uitermeer 1   | 52° 17' 35" NB, 5° 4' 56" OL | 531343 | Meer afbeeldingen |
| Fort bij Uitermeer, Schutsluis                         | Fort, vesting en -onderdl |          |           | Uitermeer 1   | 52° 17' 36" NB, 5° 4' 56" OL | 531344 | Meer afbeeldingen |
| Fort bij Uitermeer, Gietstalen koepelkazemat type G    | Fort, vesting en -onderdl |          |           | Uitermeer 1   | 52° 17' 34" NB, 5° 5' 5" OL  | 531345 | Meer afbeeldingen |
| Fort bij Uitermeer, Draaibrug                          | Fort, vesting en -onderdl |          |           | Uitermeer 1   | 52° 17' 35" NB, 5° 4' 56" OL | 531346 | Meer afbeeldingen |
| Fort bij Uitermeer, Schutsluis en ophaalbrug           | Fort, vesting en -onderdl |          |           | Kreugerlaan 1 | 52° 17' 38" NB, 5° 5' 4" OL  | 531347 | Meer afbeeldingen |
| Fort bij Uitermeer, Fort-, sluis- en brugwachterwoning | Fort, vesting en -onderdl |          |           | Kreugerlaan 1 | 52° 17' 38" NB, 5° 5' 5" OL  | 531349 | Meer afbeeldingen |

### Nieuwe Hollandse Waterlinie
Daarnaast bevinden zich in Weesp nog 3 inschrijvingen in het rijksmonumentenregister die te maken hebben met de Nieuwe Hollandse Waterlinie en die vallen onder het rijksmonumentcomplex 531332 - "NHW-Betonnen werken Uitermeer-e.o.".
| Object                                                              | Oorspronkelijke functie? | Bouwjaar  | Architect | Locatie | Coördinaten?                | Nr.?   | Afbeelding        |
| ------------------------------------------------------------------- | ------------------------ | --------- | --------- | ------- | --------------------------- | ------ | ----------------- |
| Nieuwe Hollandse Waterlinie Cluster 3. Groepsschuilplaatsen type P. | Bomvrij militair object  | 1939-1940 |           |         | 52° 17' 6" NB, 5° 4' 4" OL  | 531333 | Meer afbeeldingen |
| V.I.S.-Mitrailleurkazematten.                                       | Kazemat                  |           |           |         | 52° 17' 40" NB, 5° 5' 7" OL | 531334 | Meer afbeeldingen |
| Gietstalen koepelkazematten type G.                                 | Kazemat                  |           |           |         | 52° 17' 48" NB, 5° 5' 5" OL | 531336 | Upload foto       |

## Voormalig rijksmonument
De meeste van onderstaande oude rijksmonumenten nummers zijn samengevoegd tot de rijksmonumenten nummers 531333 en 531334 hierboven. 
| Object | Oorspronkelijke functie? | Bouwjaar     | Architect | Locatie                  | Coördinaten?                 | Nr.?   | Afbeelding |
| --- | ------------------------ | ------------ | --------- | ------------------------ | ---------------------------- | ------ | --- |
| Houten huis met zolderverdieping onder mansarde kap met verbindingsbalk tussen de boeiborden en makelaar; T-vensters | Woonhuis                 | 19e/20e eeuw |           | Utrechtseweg 4           | 52° 18' 14" NB, 5° 2' 44" OL | 38647  | Houten huis met zolderverdieping onder mansarde kap met verbindingsbalk tussen de boeiborden en makelaar; T-vensters |
| Groepsschuilplaats H7                                                                                                | Bomvrij militair object  | 1939-1940    |           | Dammerweg bij 9          | 52° 17' 3" NB, 5° 4' 20" OL  | 512882 | Groepsschuilplaats H7                                                                                                |
| Groepsschuilplaats H8                                                                                                | Bomvrij militair object  | 1939-1940    |           | Dammerweg bij 9          | 52° 17' 10" NB, 5° 4' 13" OL | 512883 | Groepsschuilplaats H8                                                                                                |
| Groepsschuilplaats U22                                                                                               | Bomvrij militair object  | 1939-1940    |           | ammerweg bij 2           | 52° 17' 18" NB, 5° 4' 25" OL | 512884 | Groepsschuilplaats U22                                                                                               |
| Groepsschuilplaats U23                                                                                               | Bomvrij militair object  | 1939-1940    |           | Dammerweg bij 1          | 52° 17' 21" NB, 5° 4' 27" OL | 512885 | Groepsschuilplaats U23                                                                                               |
| Groepsschuilplaats U3                                                                                                | Bomvrij militair object  | 1939-1940    |           | Gooilandseweg bij 12     | 52° 17' 4" NB, 5° 5' 43" OL  | 512886 | Groepsschuilplaats U3                                                                                                |
| Groepsschuilplaats U4                                                                                                | Bomvrij militair object  | 1939-1940    |           | Gooilandseweg bij 12     | 52° 17' 4" NB, 5° 5' 45" OL  | 512887 | Groepsschuilplaats U4                                                                                                |
| Groepsschuilplaats U5                                                                                                | Bomvrij militair object  | 1939-1940    |           | Gooilandseweg bij 12     | 52° 17' 4" NB, 5° 5' 45" OL  | 512888 | Groepsschuilplaats U5                                                                                                |
| Groepsschuilplaats U6                                                                                                | Bomvrij militair object  | 1939-1940    |           | Gooilandseweg bij 12     | 52° 17' 7" NB, 5° 5' 42" OL  | 512889 | Groepsschuilplaats U6                                                                                                |
| Groepsschuilplaats U7                                                                                                | Bomvrij militair object  | 1939-1940    |           | Gooilandseweg bij 11a    | 52° 17' 12" NB, 5° 5' 32" OL | 512890 | Groepsschuilplaats U7                                                                                                |
| Groepsschuilplaats U8                                                                                                | Bomvrij militair object  | 1939-1940    |           | Gooilandseweg bij 12     | 52° 16' 55" NB, 5° 5' 52" OL | 512891 | Upload foto |
| Groepsschuilplaats U27                                                                                               | Bomvrij militair object  | 1939-1940    |           | Gooilandseweg bij 7      | 52° 17' 31" NB, 5° 4' 32" OL | 512892 | Groepsschuilplaats U27                                                                                               |
| Groepsschuilplaats U28                                                                                               | Bomvrij militair object  | 1939-1940    |           | Gooilandseweg bij 7      | 52° 17' 31" NB, 5° 4' 32" OL | 512893 | Groepsschuilplaats U28                                                                                               |
| Groepsschuilplaats U29                                                                                               | Bomvrij militair object  | 1939-1940    |           | Gooilandseweg bij 7      | 52° 17' 31" NB, 5° 4' 32" OL | 512894 | Groepsschuilplaats U29                                                                                               |
| Groepsschuilplaats U43                                                                                               | Bomvrij militair object  | 1939-1940    |           | Keverdijk bij 1          | 52° 17' 48" NB, 5° 5' 3" OL  | 512895 | Upload foto |
| Groepsschuilplaats U44                                                                                               | Bomvrij militair object  | 1939-1940    |           | Keverdijk bij 1          | 52° 17' 52" NB, 5° 5' 5" OL  | 512896 | Groepsschuilplaats U44                                                                                               |
| Groepsschuilplaats U9                                                                                                | Bomvrij militair object  | 1939-1940    |           | Kreugerlaan bij 7        | 52° 17' 1" NB, 5° 5' 59" OL  | 512897 | Groepsschuilplaats U9                                                                                                |
| Groepsschuilplaats U10                                                                                               | Bomvrij militair object  | 1939-1940    |           | Kreugerlaan bij 8        | 52° 16' 59" NB, 5° 6' 3" OL  | 512898 | Groepsschuilplaats U10                                                                                               |
| Groepsschuilplaats U14                                                                                               | Bomvrij militair object  | 1939-1940    |           | Kreugerlaan bij 8        | 52° 17' 0" NB, 5° 6' 10" OL  | 512899 | Groepsschuilplaats U14                                                                                               |
| Groepsschuilplaats U15                                                                                               | Bomvrij militair object  | 1939-1940    |           | Kreugerlaan bij 8        | 52° 17' 11" NB, 5° 6' 8" OL  | 512900 | Groepsschuilplaats U15                                                                                               |
| Groepsschuilplaats U17                                                                                               | Bomvrij militair object  | 1939-1940    |           | Kreugerlaan bij 2        | 52° 17' 27" NB, 5° 5' 53" OL | 512901 | Upload foto |
| Groepsschuilplaats U18                                                                                               | Bomvrij militair object  | 1939-1940    |           | Kreugerlaan bij 2        | 52° 17' 27" NB, 5° 5' 53" OL | 512902 | Groepsschuilplaats U18                                                                                               |
| Groepsschuilplaats U20                                                                                               | Bomvrij militair object  | 1939-1940    |           | Kreugerlaan bij 2        | 52° 17' 34" NB, 5° 5' 46" OL | 512903 | Groepsschuilplaats U20                                                                                               |
| Groepsschuilplaats U21                                                                                               | Bomvrij militair object  | 1939-1940    |           | Kreugerlaan bij 2        | 52° 17' 28" NB, 5° 5' 46" OL | 512904 | Groepsschuilplaats U21                                                                                               |
| Voormalige mitrailleurkazemat type g                                                                                 | Bomvrij militair object  | 1939-1940    |           | Keverdijk bij 1          | 52° 17' 48" NB, 5° 5' 3" OL  | 512941 | Upload foto |
| Voormalige mitrailleurkazemat, genaamd keverdijk                                                                     | Bomvrij militair object  | ca. 1932     |           | Kreugerlaan bij 1        | 52° 17' 40" NB, 5° 5' 7" OL  | 512942 | Voormalige mitrailleurkazemat, genaamd keverdijk                                                                     |
| Groepsschuilplaats                                                                                                   | Bomvrij militair object  | 1939-1940    |           | 's-Gravelandseweg bij 51 | 52° 17' 44" NB, 5° 4' 56" OL | 512943 | Groepsschuilplaats                                                                                                   |